# Alzatea
Alzátea — монотипный род растений, выделяемый в отдельное семейство Alzateaceae, в системах классификации APG II и APG III включённое в порядок Миртоцветные (Myrtales). Включает всего один вид, Alzatea verticillata, произрастающий в горных лесах Центральной и Южной Америки.
Alzatea verticillata — небольшие деревья или полуэпифитные лианы со множеством стволов с выраженно четырёхугольными стеблями и толстыми кожистыми листьями овальной формы.

## Название
Руис и Павон назвали род Alzatea в честь мексиканского учёного, историка, картографа, ботаника и священника Хосе Антонио де Альсате и Рамиреса (1737—1799).

## Ботаническое описание
Alzatea verticillata — обычно небольшие кустарники или деревья, реже полуэпифитные лианы. Листья гладкие, обычно супротивно расположенные, продолговато-яйцевидные или эллиптические, простые, с ровным краем. Располагаются на иногда незаметных коротких черешках. Соцветия располагаются на кончах побегов, объединяют 10—30 цветков. Цветки актиноморфные, небольшие (4—6 мм длиной), без лепестков или с рудиментарными лепестками. Чашечка состоит из пяти мясистых чашелистиков. Тычинки в количестве пяти. Завязь верхушечная, двугнёздная, плацентация париетальная, семяпочек 40—60. Плоды — сухие продольно приплюснутые коробочки. Семена плоские, продолговатые или серповидные, с хрупким плёнчатым крылом.

## Фитохимия
Химический состав Alzatea близок к составу других миртоцветных. Из листьев этого растения были выделены эллаговая кислота и флавоноидные моно- и дигликозиды. От большинства других миртоцветных Alzatea отличается отсутствием мирицетина и С-гликофлавона.

## Распространение
Alzatea произрастает в горных лесах небольшой и средней высоты в Центральной и Южной Америке. До 1936 года была известна только в Перу и Боливии.

## Таксономия
Семейство Alzateaceae включает один род Alzatea с одним видом Alzatea verticillata, разделённым на два подвида. У Alzatea verticillata subsp. amplifolia S.A.Graham довольно крупные сидячие или почти листья; этот подвид встречается в Центральной Америке — от Коста-Рики до Панамы. Второй подвид, Alzatea verticillata subsp. verticillata, отличается более мелкими листьями, располагающимися на черешках, распространён в Андах.
|  |                                      |  |                                    |                      |                       |  | ещё 8 семейств |             |  |                                            |
|  |                                      |  |                                    |                      |                       |  |                |             |  |                                            |
|  |                                      |  |                                    | порядок Миртоцветные |                       |  |                |             |  |                                            |
|  |                                      |  |                                    |                      |                       |  |                |             |  | вид Alzatea verticillata с двумя подвидами |
|  | отдел Цветковые, или Покрытосеменные |  |                                    |                      | семейство Alzateaceae |  |                | род Alzatea |  |                                            |
|  | отдел Цветковые, или Покрытосеменные |  |                                    |                      |                       |  |                | род Alzatea |  |                                            |
|  |                                      |  | ещё 58 порядков цветковых растений |                      |                       |  |                |             |  |                                            |
|  |                                      |  |                                    |                      |                       |  |                |             |  |                                            |